# Deborah Ellis
Deborah Ellis, född 1960 i Cochrane i Ontario, numera boende i Toronto, är en kanadensisk författare.
Ellis är en aktiv antikrigsaktivist och feminist. Hon har skrivit många barnböcker som reflekterar detta.  Hon reste till Afghanistan 1997 där hon intervjuade kvinnor i flyktingläger, utifrån dessa intervjuer skrev hon trilogin The Breadwinner, Parvana's Journey, Mud City, och en bok för vuxna Women of the Afghan War.